# Clube Desportivo de Guadalupe
O Clube Desportivo de Guadalupe é um clube de futebol da Guadalupe na Ilha de São Tomé de São Tomé e Príncipe. O clube foi o segundo clube venceu o título nacional.  O clube jogar agora em Segunda Divisão da Ilha desde 2014.  O clube foi um primeiro clube jogar em Copa de Confederações da Africa em 2013.

## Títulos
- Títulos de nacional:

- - Liga de São Tomé e Príncipe: 2

1980, 1981
- Títulos insular:
  - Liga Insular de São Tomé: 2

1980, 1981
- Taça Nacional de São Tomé e Principe: 1

1981
- Taça de Solidário: 1

2000
- Taça de 12 de março: 1

1989

## Futebol

### Palmarés
| Escalão | Nº Presenças | Títulos | Melhor Classificação |
| I       | -            | 2       | Campeão              |
| II      | 40           | 2       | Campeão              |

### Jogo africano
| Ano  | Competição                              | Rodado       | Clube            | Casa | Visitador |
| ---- | --------------------------------------- | ------------ | ---------------- | ---- | --------- |
| 2013 | Copa de Confederacões da África de 2013 | Preliminário | US Bitam (Gabão) | 0-5  | 1-12      |

### Classificações regionais

#### Regionais
| Temporada | Div | Pos | Pts    | J  | V | E | D  | G.M. | G.S. | Diff. |
| 2011      | 2   | 9   | 26 pts | 21 | 6 | 8 | 7  | 20   | 25   | -5    |
| 2012      | 3   | -   | -      | -  | - | - | -  | -    | -    | -     |
| 2013      | 2   | 7   | 18 pts | 18 | 5 | 3 | 10 | 18   | 33   | -15   |